# 狩猎假说
狩猎假说是古人类学的一种假说。假说称：人类的进化主要受到相对大型和快速动物的狩猎活动的影响，并且狩猎活动将人类祖先与其他人种区分开来。尽管早期人类是猎人是无可争议的，但《人类》杂志中强调了这一事实对于从早期的南方古猿中兴起人属的双足行走和石器生产，以及最终控制火力的最后步骤的重要性。